# スタッド・アドラール
スタッド・アドラール（フランス語：Stade Adrar）はモロッコのアガディールにある多目的スタジアム。おもにサッカーや陸上競技に使用される。ハッサニア・アガディールの本拠地であり、サッカーモロッコ代表がたびたび使用する。FIFAクラブワールドカップ2013では4試合がこのスタジアムで開催されている。こけら落としは2013年10月11日の親善試合、地元ハッサニア・アガディール対アルジェリアのJSカビリー。試合は1-0でハッサニア・アガディール勝利。